# José María Asensio
José María Asensio y Toledo (Sevilla, 14 de agosto de 1829-Madrid, 14 de diciembre de 1905) fue un historiador, periodista, bibliófilo, político, biógrafo y cervantista español.

## Biografía
Nacido en Sevilla el 14 de agosto de 1829, estudió Derecho y publicó en diarios sevillanos de la época; ateneísta, en 1874 dirige el periódico literario El Ateneo. Vinculado al partido conservador de Antonio Cánovas del Castillo —de quien ha sido considerado «amigo personal»— esto le valió un inmerecido olvido por parte de la crítica histórico-literaria del siglo XX; desempeñó varios cargos, entre ellos el de presidente de la Diputación Provincial de Sevilla. En 1893 se trasladó a Madrid, donde fue nombrado académico de número de la Real Española de la Lengua y de la Real de la Historia; además presidió la Real Academia de Bellas Letras de Sevilla y fundó, junto a Pascual de Gayangos, Francisco de Borja Palomo y José María Álava, la Sociedad de Bibliófilos Andaluces en 1869, que editaría varias de sus obras. En 1881 preside la Sociedad El Folklore Andaluz, en cuya gestación participó Demófilo (Antonio Machado Álvarez), secretario de la misma y padre de Antonio y Manuel Machado.
Cuatro ejes articulan la producción escrita de Asensio: obras de corte americanista -en 1892 dedicó dos tomos a la vida de Cristóbal Colón; la confección de biografías, los temas históricos y los artísticos. Hizo la edición facsímil del manuscrito original del Libro de descripción de verdaderos retratos de ilustres y venerables Varones, del tratadista de arte y pintor Francisco Pacheco, suegro de Velázquez. Este trabajo suscitó el comentario del crítico literario Manuel Cañete (1822-1891) en su Carta al Sr. D. Jose Maria Asensio y Toledo sobre sus opúsculos relativos al pintor Francisco Pacheco y al dramático... (Madrid: Imprenta de Tejado, 1868). Su gran obra como cervantista fue sin duda Nuevos documentos para ilustrar la vida de Miguel de Cervantes Saavedra (1864), con prólogo de Juan Eugenio Hartzenbusch, donde reunió, anticipándose a los estudios posteriores de Cristóbal Pérez Pastor y Rodríguez Marín, gran número de documentos inéditos que recogió en los archivos de protocolos notariales de Sevilla; además compuso más de un centenar de artículos en torno a la biografía del creador del Quijote, algunos de los cuales reunió en su Cervantes y sus obras. Artículos (Barcelona: F. Seix, 1902). Su biblioteca cervantina, de 464 volúmenes y de la que realizó dos catálogos, pasó en 1949 a la Sala Cervantes de la Biblioteca Nacional.
Colaboró en La España Moderna y editó las Relaciones de Yucatán, un manuscrito de poesías de Fernando de Herrera (1870), que encontró en la Biblioteca Colombina de Sevilla con el título de Obras de Fernando de Herrera, natural de Sevilla. Recogidas por D. Josep Maldonado de Ávila y Saavedra. Año 1637 y que contiene veinticinco poesías inéditas en arte menor castellano, y el Cancionero de Sebastián de Horozco, poeta toledano del siglo XVI (Sevilla: Tarascó, 1874), donde se propone por primera vez la posible autoría del Lazarillo de Tormes para este escritor, teoría que convenció a filólogos de la talla de Julio Cejador, Francisco Márquez Villanueva y Jack Weiner. Su última obra fue el discurso de ingreso en la Real Academia Española, el 29 de mayo de 1904, que versó sobre Las interpretaciones del Quijote. 

## Obras
- El Conde de Lemos, protector de Cervantes, 1880.
- Nuevos documentos para ilustrar la vida de Miguel de Cervantes Saavedra, Sevilla, 1864.
- Cervantes y sus obras. Artículos., Barcelona: F. Seix, 1902.
- Don Pedro I de Castilla, su reinado, su carácter
- Cristóbal Colón, su vida, sus viajes
- Los restos de Cristóbal Colón están en la Habana. Demostración por José María Asensio. Sevilla: Imprenta y Librería Española y Extranjera de D. Rafael Tarascó y Lasa, 1881.
- Martín Alonso Pinzón: estudio histórico Madrid: La España Moderna, 1892.
- Francisco Pacheco: sus obras artísticas y literarias especialmente el Libro de descripción de verdaderos retratos de ilustres y memorables varones, que dejó inédito: apuntes que podrán servir de introducción a este libro si alguna vez llega á publicarse (Sevilla: Litografía y librería Española y Extranjera de José Mª Geofrin, 1867 y Sevilla: Francisco Álvarez y Cª, impresores, 1876)
- Fernán Caballero: estudio biográfico. Madrid: La España Moderna, 1900.
- Las interpretaciones del Quijote.
- Nota de algunos libros, artículos y folletos sobre la vida y las obras de Miguel de Cervantes Saavedra Sevilla: [s.n.], 1885 (Imp. de E. Rasco)
- Un cervantista portugués del siglo XVIII quemado por el Santo Oficio de la Inquisición: apuntes biográficos, Sevilla : [s.n.], 1885 (Imp. de E. Rasco)
- Hércules: poema del Conde de Montesquieu. Sevilla: [s.n.], 1878 (Imp. de Gironés y Orduña)
- Cervantes y sus obras: cartas literarias dirijidas á varios amigos, Sevilla: [s.n.], 1870 (Imp. que fue de José María Geofrin)
- Catálogo de algunos libros, folletos y artículos sueltos referentes á la vida y á las obras de Miguel de Cervantes..., Sevilla: Imprenta y Librería de Rafael Tarascó y Lassa, 1872
- Liceo sevillano: discurso leído por el Vice-Presidente honorario Sr. D. José María Asensio en la sesión inaugural... Sevilla: [s.n.], 1875 (Francisco Álvarez y Ca, Impresores)
- Retratos de autores españoles, sacados en fac-simile, de antiguas ediciones de sus obras : primera serie 1563-1701..., Sevilla : [s.n.], 1869 (Litogr. de Enrique Utrera)
- Discursos leídos ante la Real Academia Sevillana de Buenas Letras el 23 de abril de 1871, Sevilla: Imp. y Librería, calle de las Sierpes, 35 antiguo, 73 moderno , 1871.